# Benjamin Holtschke
Benjamin Holtschke (* 13. Januar 1985 in Löbau) ist ein deutscher Schauspieler.
Holtschke studierte von 2007 bis 2011 Schauspiel an der renommierten Otto-Falckenberg-Schule und trat im Rahmen seiner Ausbildung ab 2008 an den Münchner Kammerspielen und I-camp/Neues Theater München in mehreren Stücken auf. Von 2011 bis 2015 spielte er die Rolle des Vincent in der Fernsehserie Fluch des Falken.

## Filmografie
- 2011: !distain „why“ (Musikvideo)
- 2012:	tubbe – mess (Musikvideo)
- 2011:	Generali Versicherungs  AG (Werbefilm)
- 2011–2015: Fluch des Falken (Fernsehserie)
- 2012:	VKB (Werbefilm)
- 2013:	Class of 39 – The Teacher, Who Defied Hitler
- 2012:	Ratten (Kurzfilm)
- 2013:	Bittere Pillen
- 2013:	Hackfleischbällsche
- 2013:	Róisín Murphy – Simulation (Musikvideo)
- 2013:	Saturdays... Road to Wembley
- 2013: Goldschmidts Kinder – Überleben in Hitlers Schatten (Fernsehfilm)
- 2014: The Impression – Third Man on the Moon (Musikvideo)
- 2015:	Take 13 (Kurzfilm)
- 2018: Der Alte (Fernsehserie, 1 Folge)

## Theater
- 2008: Heavenly Poison
- 2009: Süßer Vogel undsoweiter
- 2009: Die Rächer
- 2009: Räume Räumen
- 2010: In Effigie! Büchner´s Brain und die Fische sterben ewig
- 2011: MEET THE NEIGHBOURS
- 2012:	Einladung an die Waghalsigen
- 2012: ZWEI STÜHLE UM MIT DIR ZU SITZEN
- 2014: Money Badge
- 2014: Die Brunft
- 2015: Ulrike Maria Stuart